# Ричард Фиц-Гилберт де Клер
Ричард Фиц-Гилберт де Клер (англ. Richard FitzGilbert de Clare; ок. 1084 года — 15 апреля 1136 года) — 3-й лорд де Клер с 1114 года, 1-й граф Хартфорд с 1135 года, англонормандский аристократ из рода Клеров, сын Гилберта Фиц-Ричарда, 2-го лорда Клера, и Алисы де Клермон, дочери Гуго де Крея, графа де Клермон. Убийство Ричарда де Клера 15 апреля 1136 года послужило толчком к мощному восстанию в Уэльсе, на некоторое время остановившего нормандскую экспансию в Уэльсе.

## Биография
После смерти своего отца в 1117 году Ричард унаследовал сеньорию Клер в Суффолке, Кередигион в Южном Уэльсе, земли де Клеров в Хартфордшире, Эссексе и некоторых других английских графствах. Женитьба Ричарда на Аделизе, сестре Ранульфа де Жернона, графа Честера, принесла ему дополнительные владения в Линкольншире и Нортгемптоншире. Наибольшее значение, однако, имели валлийские земли Ричарда с центром в замке Кардиган, позволявшие ему контролировать значительную часть юго-западного Уэльса. К 1135 году под властью англонормандских баронов оказалась практически вся территория Южного Уэльса, а валлийские князья были оттеснены в горы. На завоёванной территории под охраной многочисленных замков были сформированы феодальные сеньории, основанные на труде колонистов из Англии, Нормандии и Фландрии.
Со смертью короля Генриха I в 1135 году центральная власть в Англии существенно ослабла. На английский престол вступил Стефан Блуаский, что, однако, было оспорено дочерью Генриха I императрицей Матильдой. Заинтересованный в поддержке английской аристократии, Стефан активно раздавал титулы и земельные владения крупнейшим баронам королевства. В частности, согласно семейной традиции дома Клеров, Ричарду де Клеру был пожалован титул графа Хартфорда. Временным ослаблением Англии воспользовались валлийцы. 1 января 1136 года валлийский отряд из западного Брихейниога вторгся в Гвент и нанёс поражение норманнам. В это время Ричард де Клер находился в Англии. Несмотря на сообщения о волнениях в Уэльсе, в начале апреля 1136 года с небольшим отрядом граф перешёл валлийскую границу и направился в свои владения в Кередигионе. Однако неподалёку от Абергавенни в современном Монмутшире Ричард попал в засаду и был убит Иорвертом ап Оуайном, внуком короля Гвента Карадога ап Грифида.
Гибель Ричарда де Клера стала сигналом к мощному восстанию в Уэльсе против англонормандских завоевателей. Войска королей Гвинеда и Дехейбарта вторглись в Кередигион и разгромили норманнские войска в битве при Криг-Маур возле замка Кардиган. Вскоре валлийцы захватили город Кардиган и осадили вдову Ричарда де Клера в замке. Ей на помощь пришёл Миль Глостерский, который пробился через Южный Уэльс к Кардигану и освободил Аделизу. Тем не менее восстание продолжилось. В 1137 году пал Кармартен, а затем и Лланстефан. К 1153 году под руководством Риса ап Грифида валлийцы восстановили контроль над всей территорией Южного Уэльса, за исключением Пембрука и Гламоргана.

## Брак и дети
Жена: Аделиза Честерская, дочери Ранульфа ле Мешена, 1-го графа Честера. Их дети:
- Гилберт де Клер (1115—1153), 1-й граф Хартфорд и 4-й лорд де Клер;
- Алиса де Клер (р. ок. 1117); муж: Кадваладр ап Грифид (ум. 1172), принц Гвинеда;
- Годфрид де Клер (ум. в младенчестве);
- Рохеза де Клер (ок. 1120 — ?); 1-й муж: Гилберт де Гант (ок. 1120—1156), граф Линкольн; 2-й муж: с 1157/1163 Роберт Фиц-Роберт, стюард Уильяма де Перси;
- Агнесса де Клер; муж: Ричард Скруп из Бартона в Линкольншире (ум. до 1166);
- Роджер де Клер (1122—1173), 2-й граф Хартфорд и 5 лорд де Клер; жена Мод де Сент-Хилар, дочь Джеймса де Сент-Хилар;
- Ричард де Клер (ум. 1190); жена: Алина де Стампфорд, дочь Жоффруа Фиц-Болдуина;

Также возможно дочерьми Ричарда и Аделизы были:
- Аделиза де Тонбридж (ум. до 1166); муж: Уильям де Перси (ум. 1174/1175);
- Люси де Клер (ум. после 1155); муж: Болдуин де Ревьер (ум. 4 июля 1155), 1-й граф Девон
- Мабель де Клер (ок. 1125 — после 1185); муж: Уильям де Хелион из Хелионс Бампстида (ум. до 1159)